# Cérémonie d'ouverture des Jeux olympiques d'hiver de 2018
La cérémonie d'ouverture des Jeux olympiques d'hiver de 2018 est la cérémonie d'ouverture qui a eu lieu le 9 février 2018 dans le stade olympique de Pyeongchang à 20 h 00, heure locale, et par laquelle sont lancés les Jeux olympiques d'hiver de 2018 à Pyeongchang, en Corée du Sud.

## Organisation de la cérémonie
Le site de la cérémonie d'ouverture est le stade olympique de Pyeongchang, construit spécifiquement pour ces jeux. Accueillant 35 000 places, il n'est utilisé que pour les cérémonies d'ouverture et de clôture, les compétitions olympique ou paralympique ayant lieu sur d'autres sites. Il sera démonté dès la fin des Jeux paralympiques. Le spectacle offert pour l'occasion, intitulé « La paix en mouvement », s'apparente, selon son metteur en scène Yang Jung-woong, à un « conte de fée d’hiver ».

## Déroulement du spectacle
La cérémonie est subdivisée en six tableaux avec comme fil conducteur cinq jeunes enfants, trois garçons et deux filles, originaires de la province de Gangwon et à la recherche de la paix. Le chiffre 5 est une référence au nombre des anneaux olympiques et aux cinq éléments créateurs de l'univers, comme dans le wuxing, représentés par les couleurs de leurs habits. Ils sont prénommés d'après ces éléments, l'eau (Ara), le feu (Haenarae), le bois (Puri), la terre (Nuri), le métal (Bichae).
Après un film projeté dans le stade olympique, la cérémonie débute par un décompte qui défile à travers les gradins grâce à des diodes lumineuses installées sur tous les sièges. Un jet de lumière frappe une cloche représentant la cloche de Sangwonsa et surnommée la cloche de la paix, au centre du stade. Ce coup de gong est poursuivi par un feu d'artifice. Le premier tableau présente les cinq enfants qui servent de guide à travers les us et coutumes sud-coréennes. Des figurants portent un tigre royal noir et blanc, mascotte des jeux et symbole du pays; suivi de trois autres esprits gardiens issus du folklore coréen : le dragon bleu, l’oiseau vermillon et la tortue noire. Le deuxième tableau est animé des danseuses aux costumes s'inspirant des fresques murales des tombes royales du Koguryo. Après l'arrivée en tribune officielle de Thomas Bach, le président du CIO, et Moon Jae-in, le président sud-coréen, des musiciennes percussionnistes jouant du janggu entourent une fresque humaine composée de femmes en hanbok (costume traditionnel modernisé par la styliste Lee Young-hee (en)) qui forme au centre le Taegeukgi. Puis huit personnalités sportives coréennes habillées en costumes traditionnels (dopo (en), durumagi (en) et pungcha (en)), font le tour du stade avec ce drapeau qui est hissé en haut du mât. L'Aegukga, l'hymne national coréen, est entonné par le Rainbow Children's Choir (enfants issus de mariages internationaux mixtes) et est repris par le public.
Dans le respect des traditions, la Grèce entame le défilé des athlètes avec leurs porte-drapeau, au son de célèbre tubes de la K-pop sud-coréenne (dont les fameux Gangnam Style, Likey (en), DNA (en), Hand in Hand (en)), et de chants plus traditionnels coréens. Le défilé se termine par un moment fort, les deux Corées défilant derrière le même drapeau.

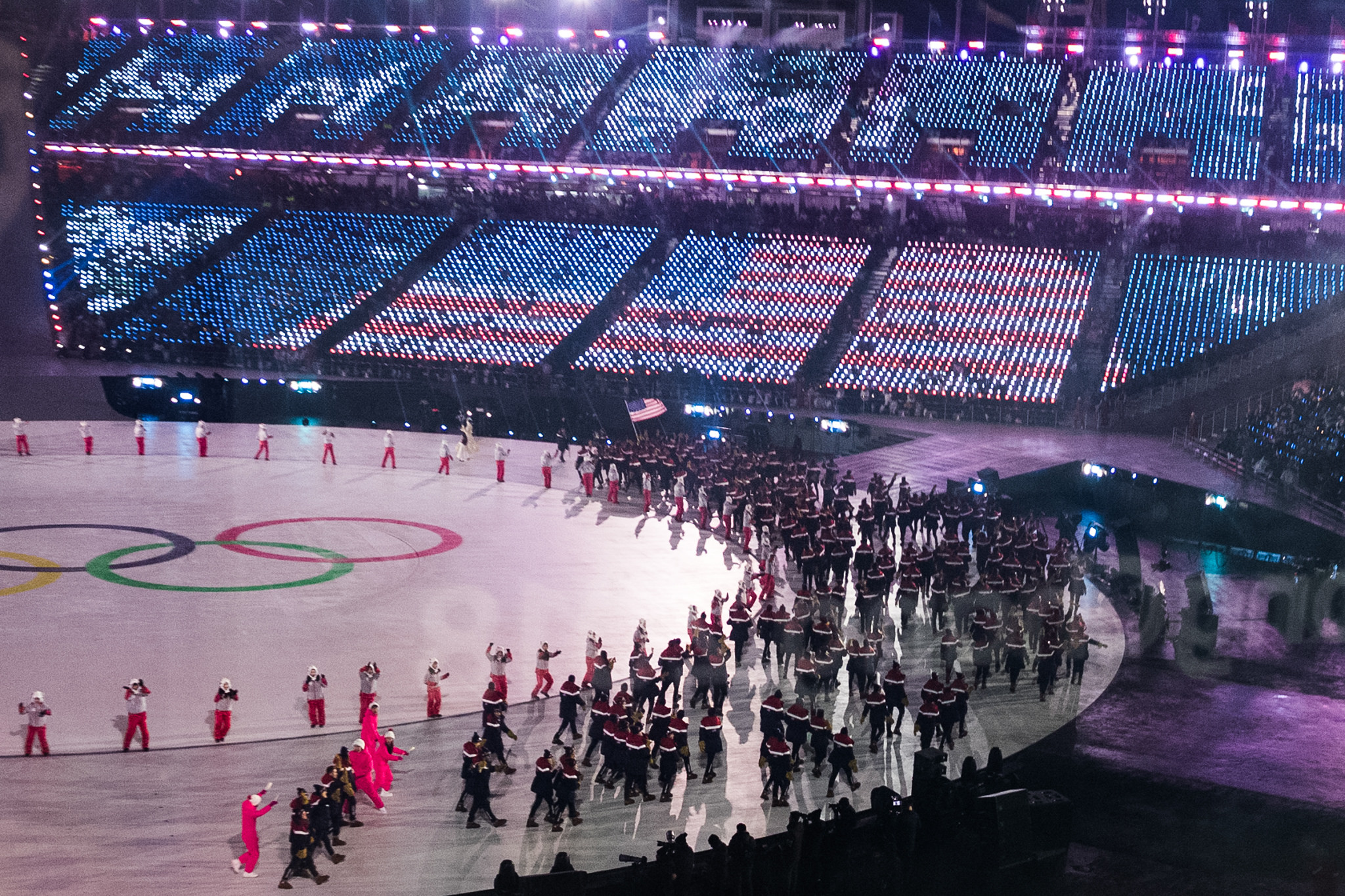
Défilé de la délégation américaine lors de la cérémonie d'ouverture.

Puis le spectacle reprend : un film montre les paysages montagneux de Corée avant que les cinq enfants embarquent sur la rivière Han au son du Arirang, chant traditionnel coréen, puis un tableau évoque les nouvelles technologies. Après la déclaration officielle de l'ouverture des jeux, quatre chanteurs coréens (Ha Hyun-woo (en), Lee Eun-mi, Ha Hyun-woo (en) et An Ji-yeong) entonnent Imagine de John Lennon et sont progressivement entourés d'une lumineuse colombe de la paix formée par de nombreux figurants. Un jeu de lumière représente symboliquement le lâcher de colombes. Plusieurs tableaux expliquent l'histoire de la Corée du Sud, avec notamment l'évocation d'un bateau tortue.
Le drapeau olympique est amené par quatre générations de sportifs coréens dans le stade. L'hymne olympique est interprété par la chanteuse lyrique Sumi Hwang pendant que le drapeau est hissé à côté de celui de la Corée du Sud. Un entraîneur, un arbitre et un athlète sud-coréens prêtent pour la première fois un serment olympique unique, dit par Mo Tae-bum. Les derniers relais de la flamme olympique sont la golfeuse Inbee Park, l'ancien footballeur Ahn Jung-hwan, deux membres de l'équipe de hockey coréenne (une du Nord et une du Sud) qui montent les escaliers et transmettent la torche à la championne olympique Kim Yuna qui allume la vasque olympique, inspirée par une jarre de lune soutenue par cinq piliers et dessinée par Kim Young-se. La cérémonie se conclut par un numéro de danse inspiré du dokkaebi, des acrobaties enflammées et le bouquet final,,.
Lors de ce spectacle, le fabricant américain Intel s’offre un record du monde inscrit au Livre Guinness en faisant voler simultanément 1 218 drones lumineux dans le ciel, reproduisant les formes d'une constellation, d'un snowboarder et des anneaux olympiques.

## Délégations officielles

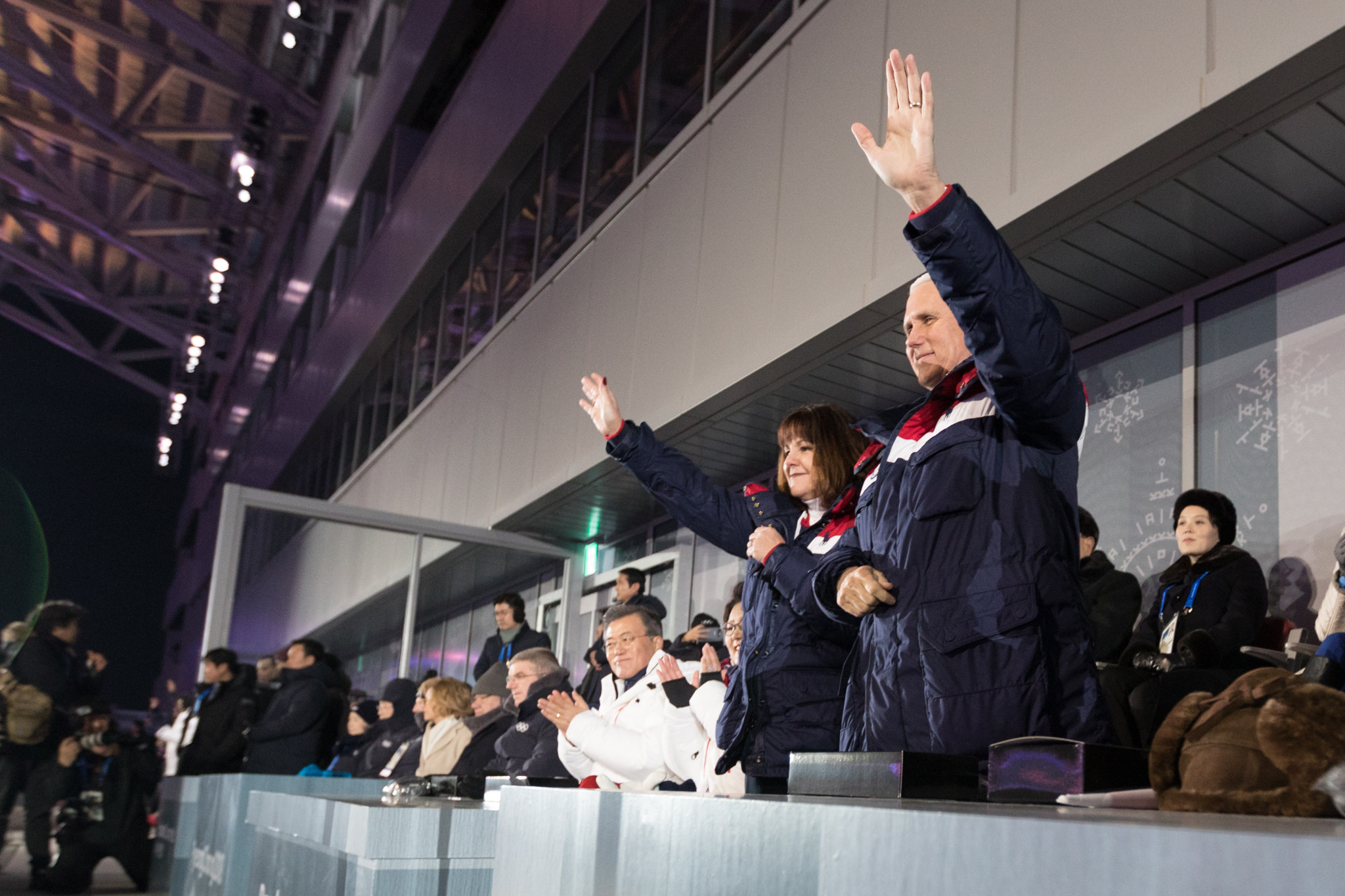
Le vice-président américain Mike Pence et son épouse lors de la cérémonie d'ouverture des Jeux olympiques.

- Allemagne — Président Frank-Walter Steinmeier[6]
- Danemark — Prince héritier Frederik
- Canada — Gouverneure générale du Canada Julie Payette[7]
- Chine — Membre du bureau politique Han Zheng[8]
- Corée du Nord — Président Kim Yong-nam et Directrice du département de la Propagande et de l'Agitation du Parti du travail de Corée Kim Yo-jong[9]
- Colombie — Vice-président Óscar Naranjo
- Estonie — Présidente Kersti Kaljulaid[10]
- États-Unis — Vice-président Mike Pence et deuxième dame des États-Unis Karen Pence[11]
- France — Ministre de l’Europe et des Affaires étrangères Jean-Yves Le Drian et Ministre des Sports Laura Flessel[12]
- Italie - Ministre pour les Sports Luca Lotti[13]
- Japon — Premier ministre du Japon Shinzō Abe[14]
- Kosovo — Président Hashim Thaçi[15]
- Luxembourg — Grand-duc de Luxembourg Henri[16]
- Monaco — Prince Albert II[17]
- Pays-Bas — Roi Willem-Alexander et Premier ministre des Pays-Bas Mark Rutte[18]
- Pologne — Président Andrzej Duda[19]
- Slovaquie — Président Andrej Kiska[20]
- Suisse — Président Alain Berset[21]